# Balugaon
Balugaon es una ciudad y  comité de área notificada situada en el distrito de Khordha en el estado de Odisha (India). Su población es de 17645 habitantes (2011). Se encuentra a 80 km de Cuttack y a 57 km de Bhubaneswar.

## Demografía
Según el censo de 2011 la población de Balugaon era de 17645 habitantes, de los cuales 9150 eran hombres y 8495 eran mujeres. Balugaon tiene una tasa media de alfabetización del 81,73%, superior a la media estatal del 72,87%: la alfabetización masculina es del 87,96%, y la alfabetización femenina del 75,08%